# 방울새

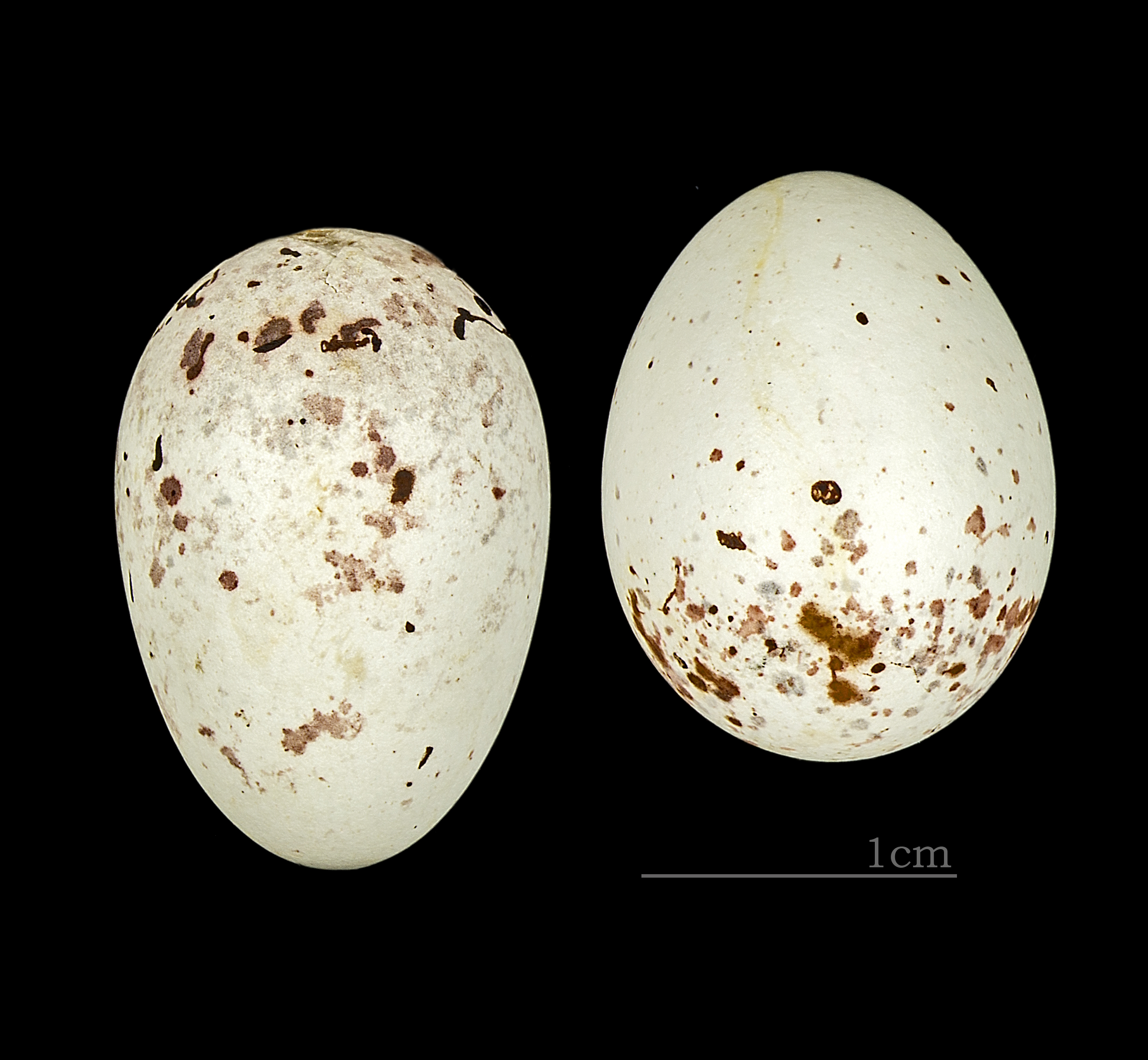
Carduelis sinica

방울새(영어: grey-capped greenfinch, 학명: Chloris sinica 클로리스 시니카[*])는 참새목 되새과의 한 종으로, 한국에서는 텃새이다. 몸길이는 약 14cm이고 수컷은 머리·가슴·허리가 녹색이다. 날개는 갈색과 검은색을 띠며, 뚜렷한 노란색 띠가 있다. 울음소리가 매우 고우며 다른 새의 우는 흉내를 잘 낸다. 산·들·숲에 서식하고 나뭇가지 위에 마른 풀, 뿌리, 나무 껍질 및 선태류 등으로 둥지를 짓는다. 암컷은 4월 중순~8월 초순에 알을 낳고, 한 배에 2 ~ 5개의 알을 낳으며, 알을 품는 기간은 약 12일이다. 알은 연한 녹청색 또는 청백색 바탕에 회색, 자갈색 또는 흑갈색 반점과 짧은 곡선형 무늬가 있다. 번식기에는 주로 곤충을 먹지만, 가을과 겨울에는 식물의 열매와 잡초의 씨를 즐겨 먹는다. 한국·러시아·중국·일본에 분포한다.

## 아종
방울새는 6아종으로 나뉘며 대한민국에는 3아종이 기록되어 있다.
- 방울새 - C. s. ussuriensis : 만주 동부에서 연해주 남부, 한반도 내륙에서 번식
- 제주방울새(장박새) - C. s. minor : 일본 혼슈, 시코쿠, 큐슈 및 대마도, 제주도에서 번식
- 울도방울새 - C. s. kawarahiba : 캄차카반도, 사할린섬, 쿠릴열도, 홋카이도 동북부, 울릉도에서 번식하고 일본, 중국 동남부, 대만에서 월동
- 중국방울새 - C. s. sinica : 중국 서북부 간쑤성에서 만주 남부
- 오가사와라방울새 - C. s. kittlitzi : 일본 오가사와라 제도 및 가잔 열도
- 만주방울새 -  C. s. chabarowi : 중국 내몽고에서 만주 북부[3]

현재 대한민국에서는 C. s. ussuriensis, C. s. minor , C. s. kawarahiba가 기록되었으나,  한반도까지 반경을 넓히면, C. s. sinica와 C. s. chabarowi도 충분히 발견할 가능성이 높다.